# Selenia illustraria
Selenia illustraria là một loài bướm đêm trong họ Geometridae.